# ويليام ماكدونالد
ويليام ماكدونالد (بالإنجليزية: William Donald Stuart MacDonald)‏ هو فلاح وسياسي نيوزلندي، ولد في 1862، وتوفي في 31 أغسطس 1920. حزبياً، نشط في الحزب الليبيرالي النيوزيلندي. وقد انتخب عضو مجلس النواب نيوزيلندا.